# Erin Hoffman
Erin Hoffman (nació en 1981) es una desarrolladora de videojuegos, bloguera y escritora de fantasía estadounidense. Ha publicado tres novelas de fantasía, y fue diseñadora en múltiples juegos como Kung Fu Panda World, GoPets: Vacation Island y Frontierville.

## Diseñador de juego y autor
Hoffman se graduó del Instituto Politécnico Rensselaer de Nueva York en 2003, donde ella curso en la especialidad de Filosofía. De 1999 a 2004, Hoffman era un diseñador de juegos para Simutronics, trabajando en el multiplayer juego DragonRealms, después de este, trabajo como diseñador de juegos y director de comunidades en línea para GoPets, una juego tipo mascota-mundo virtual basado en el proyecto en marcha en Seúl, Corea. Ella también trabajo para 1.º Playable Producciones en juegos portátiles, así como ser diseñador líder en GoPets: Vacation Island (2008). De 2008 a 2011 diseño juegos para HumaNature Estudios, como Kung Fu Panda World.
En 2010, fue nombrado para el Consejo de administración de la Asociación de Desarrolladores de Juegos Internacionales, un lugar donde estuvo hasta principios del 2011.
También en 2011, Hoffman publicó su primera novela, "Sword of Fire and Sea", el primero de la trilogía de novelas de fantasía "Chaos Knight" , el cual estuvo seguido por "Lance of Earth and Sky" (2012) y "Shield of Sea and Space" (2013). De septiembre de 2010 hasta octubre de 2011, Hoffman era un diseñador de sistemas de en Zynga; después fue diseñador de sistemas para FrontierVille. En diciembre de 2011, se unió al juego social de Loot Gota como diseñador, creando el juego Charmcraft Hollow (2011). En el 2015, actualmente es diseñadora de juego en GlassLab.

## "Cónyuge de EA" Publicación del Blog
En 2004, Hoffman devenía sabido para un blog inicialmente anónimo correo bajo el nombre "EA Cónyuge". El correo, se hizo el 11 de noviembre de 2004 para el LiveJournal, bruscamente criticó las prácticas de trabajo de Electronic Arts. Se ha ampliamente distribuido en la industria. En 2006, la identidad de Hoffman como personalidad fue hecha pública.
Las acciones de Hoffman, en parte, se dirigió en tres acciones de clase pleitos contra Artes Electrónicas y algunos cambios en toda la industria a futuro, como la re-clasificación de acceso-nivel de artistas como el hora a hora de empleados, por ello haciéndoles elegibles para las horas extras bajo la ley de California. Su prometido, el empleado de EA,  Leander Hastyd, era el principal demandante en el traje de acción de clase exitoso a favor de ingenieros de software en Artes Electrónicas, el cual en 2007 otorgó el demandante, 14.9 millones de dólares por Horas extras no pagadas. Después de que el asunto y la acción de tribunal, Hoffman y Hasty fundaron GameWatch, una organización de vigilante creada para facilitar discusiones entre empleados en compañías diferentes. Cerro en 2012.

## Trabajos

### Juegos
- 2014, Mars Generation One: Argubot Academy, GlassLab, Líder de Diseño del Juego.[11]
- 2013, SimCityEDU, GlassLab, Diseñador del Juego.
- 2013, Doki-Doki Universo, HumaNature Estudios, diseño.
- 2011, Charmcraft Hueco, Loot Gota, diseñador.
- 2011, FrontierVille, Zynga, Diseñador de Sistemas.
- 2010, Kung Fu Panda World, HumaNature Estudios, Diseñador Líder.
- 2008, PuzzleSmash: Book of Secrets, Warm and Fuzzy Logic, Director Creativo.
- 2008, GoPets: Isla de Vacaciones, Diseñador Líder.
- 2006, Cabbage Patch Kids: Patch Puppy Rescue, 1.º Playable Productions, Diseñador Asistente, Escritor.
- 2004@–2005, GoPets, Director de Online Communities.
- 2004, Shadowbane: The Lost Kingdom, Taldren Pacific, Diseñador de Juego.
- 1999@–2004, DragonRealms, Simutronics, Diseñador de Juego del Ayudante, Asistente de Pruebas, Constructor Mundial.

### No ficción
- Settlers of the New Virtual Worlds, 2008, ISBN 978-1439203606

### Novelas
The Chaos Knight trilogy
1. Sword of Fire and Sea (2011), ISBN 978-1-61614-373-2 Lance of Earth and Sky (2012), ISBN 978-1-61614-615-3 Shield of Sea and Space (2013), ISBN 978-1-61614-769-3